# Gibbaeum nuciforme
Gibbaeum nuciforme är en isörtsväxtart som beskrevs av Heidrun Hartmann. Gibbaeum nuciforme ingår i släktet Gibbaeum och familjen isörtsväxter. Inga underarter finns listade i Catalogue of Life.

## Bildgalleri

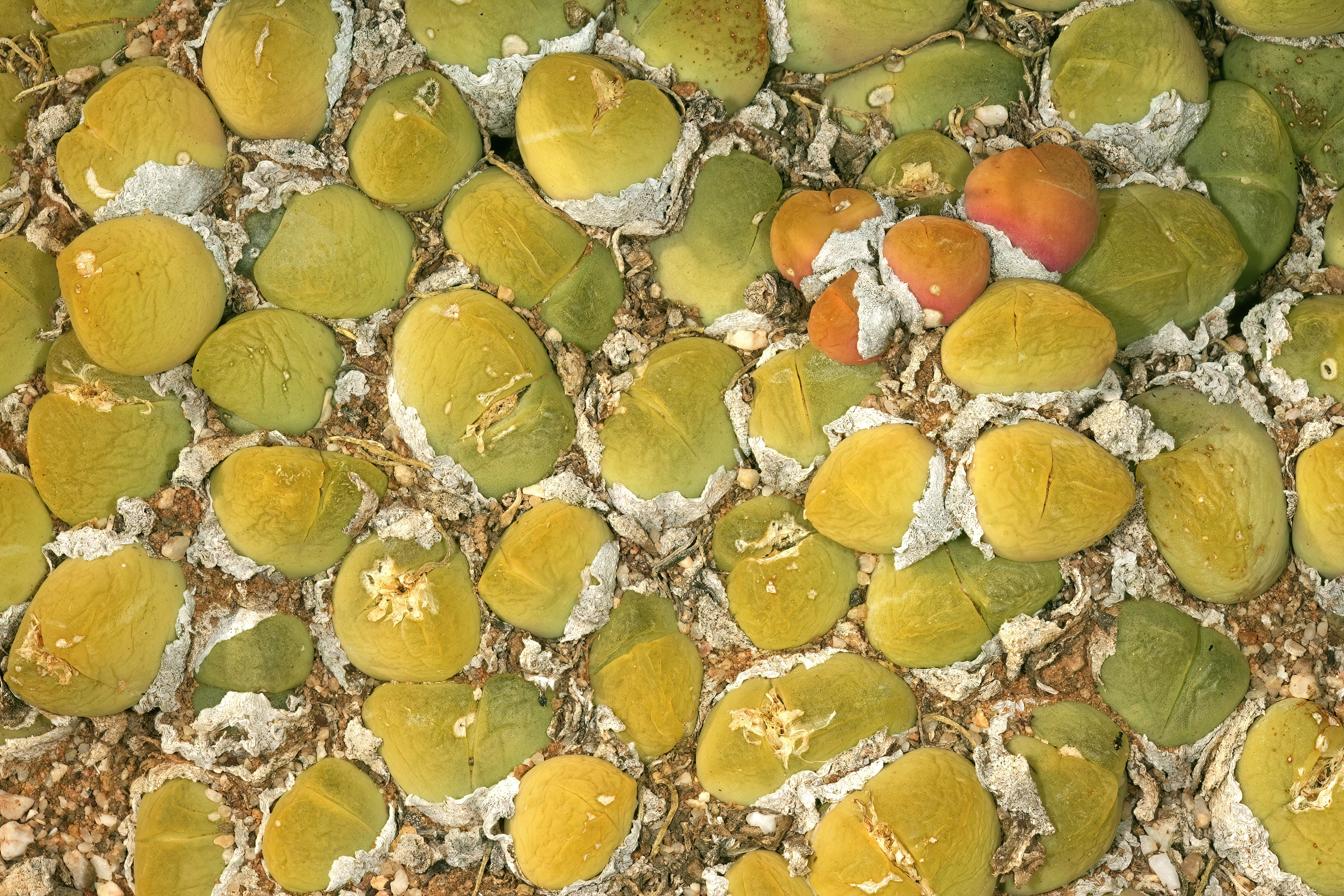
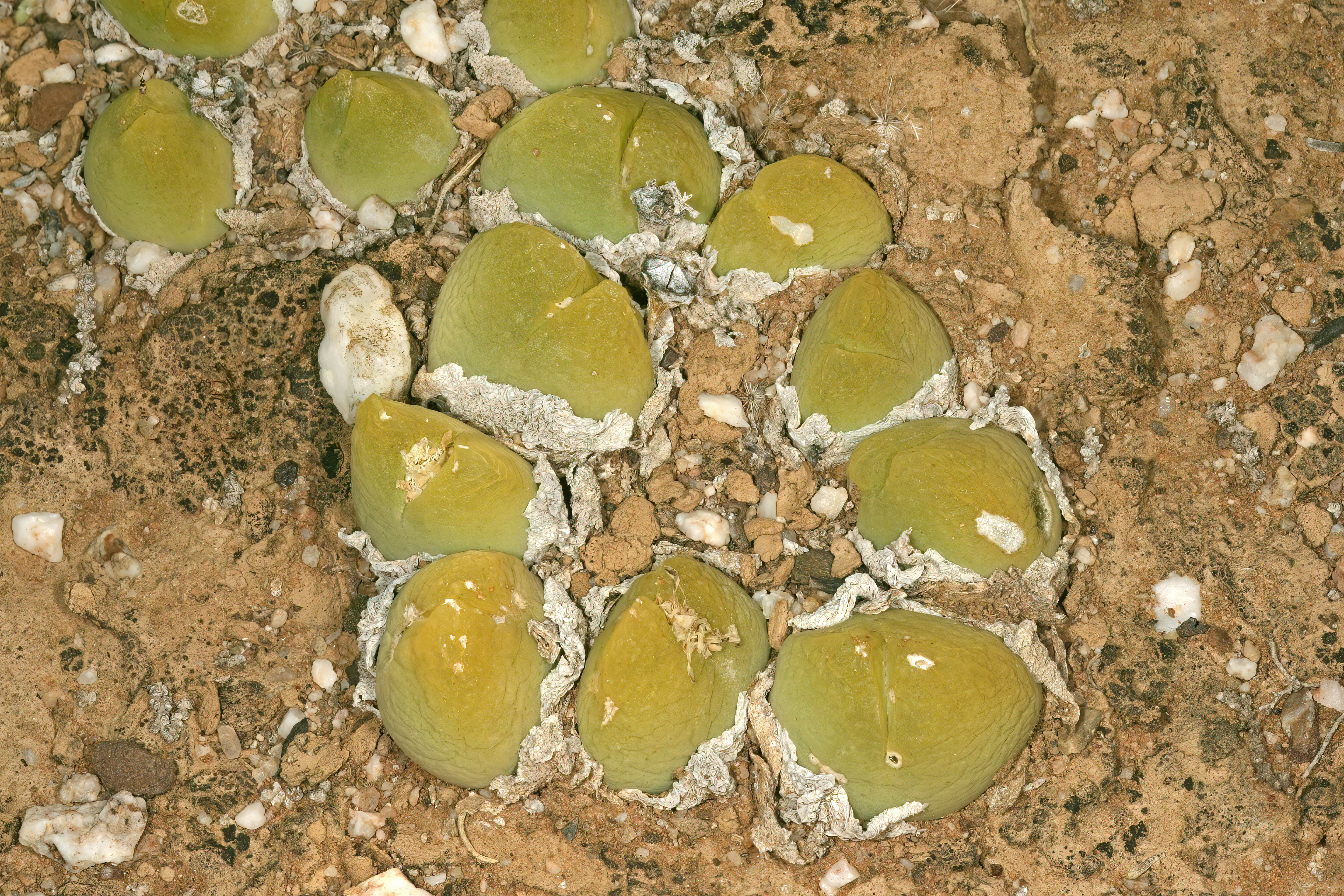